# Komenda Powiatowa Straży Granicznej w Korcu
Komenda Powiatowa Straży Granicznej w Korcu – organ dowodzenia Straży Granicznej w II Rzeczypospolitej w latach 1922 – 1923.

## Formowanie i zmiany organizacyjne
Wykonując postanowienia uchwały Rady Ministrów z 23 maja 1922 roku o powołaniu Straży Granicznej, Minister Spraw Wewnętrznych z dniem 1 września 1922 wprowadził w formacji nową organizację wewnętrzną. Ostatecznie nazwę „Baony Celne” na „Straż Graniczną” zmieniono rozkazem Ministra Spraw Wewnętrznych z 9 listopada 1922 roku. Granicę wschodnią podzielono na odcinki wojewódzkie, a te na powiatowe podległe Komendom Powiatowym Straży Granicznej.Komenda Główna Straży Granicznej wyznaczyła z dniem 1 września 1922 roku obsadę personalną Komendy Powiatowej Straży Granicznej w Ostrogu i podporządkowała jej trzy bataliony piechoty.
Komendant powiatowy SG podlegał w sprawach służby granicznej staroście, a pod względem dyscyplinarnym, administracyjnym i regulaminowym komendantowi wojewódzkiemu SG. 
Rozkazem Głównej Komendy Straży Granicznej L.dz. 8532/Pf/Org. z 10 listopada 1922 komenda powiatowa przeniesiona została z Ostroga do Korca. Urzędowanie w nowym mp rozpoczęła z dniem 25 listopada
Z dniem 10 lipca 1923 Komenda Powiatowa SG w Korcu została rozwiązana.

## Obsada personalna komendy
Stan na dzień 1 września 1922:
- komendant – ppłk Bolesław Leszczyc Skarszewski
- adiutant – ppor. Włodzimierz Chyczewski
- oficer do zleceń – por. Karol Niziewicz

## Struktura organizacyjna
Dyslokacja według stanu na dzień 1 grudnia 1922
- Komenda powiatowa w Korcu
  - 36 batalion Straży Granicznej – Ujście
  - 8 batalion Straży Granicznej – Korzec
  - 26 batalion Straży Granicznej – Milatyn